# 레이 모모

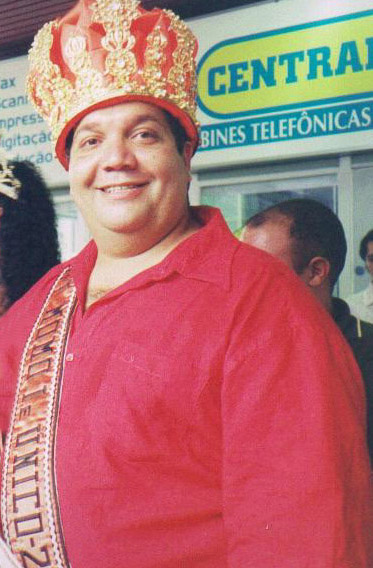
레이 모모

레이 모모(포르투갈어: Rei Momo→모모 왕)는 콜롬비아, 브라질과 같은 라틴 아메리카의 수많은 카니발에서 왕으로 여겨지는 캐릭터이다. 그의 등장은 카니발 축제의 시작을 의미하며, 어떤 카니발은 독자적인 레이 모모가 있다. 전통적인 레이 모모는 키가 크고 뚱뚱한 체격을 가진 남자이다.